# Соанс, Антон
А́нтон Ле́мбит Со́анс (эст. Anton Lembit Soans, 17 сентября 1885, Ораниенбаум, Российская империя — 26 ноября 1966, Таллин, Эстонская ССР, СССР) — эстонский и советский архитектор, один из основных архитекторов функционализма в Эстонии.

## Биография
Родился под Петербургом, в Ораниенбауме. Получил архитектурное образование в Рижском политехническом институте, который окончил в 1913 году. Во время Первой мировой войны строил крепости и казармы для Российской императорской армии в Петрограде и Ревеле.
С провозглашением Эстонской республики переехал в Таллин. С 1920 по 1923 год был служащим Министерства сельского хозяйства Эстонии. В 1921 году стал соучредителем Эстонского союза архитекторов (эст. Eesti Arhitektide Ühing). С 1923 по 1928 год работал в строительном управлении Таллинской городской администрации. С 1928 по 1932 год работал в Управлении землеустройства. С 1936 года до присоединения Эстонии к СССР был чиновником в Министерстве инфраструктуры Эстонии.
Антон Соанс был одним из главных градостроителей независимой Эстонии в 1920-х и 1930-х годах и одним из основных архитекторов функционализма в Эстонии. Его  «Дом искусств» (эст. Kunstihoone) в Таллине и пляжный отель (эст. Rannahotell) в Пярну были пионерами архитектуры функционализма в странах Балтии. Антон Соанс также отвечал за градостроительство в городах Вильянди и Кохтла-Ярве.
С 1944 года до выхода на пенсию в 1956 году Соанс работал в Центре архитектурного проектирования и планирования, а также в государственной советской строительной организации «Эстонпроект» (эст. «Estonprojekt»). Кроме того, преподавал архитектуру в Таллине.
После Второй мировой войны участвовал в разработке общих планов городского развития Таллина, Тарту, Нарвы, Пярну и Вильянди.
В 1948 году Соанс получил премию Советской Эстонии.
Похоронен на Таллинском лесном кладбище.

## Архитектурные работы
- Дом в стиле модерн в Таллине (A. Adamsoni tänav 4, 1929 г.)
- «Дом искусств» в Таллине (совместно с Эдгаром Йоханом Куузиком, 1934 г., памятник культуры[3])
- Жилой дом в Таллине (Koidula tänav 32b, 1936 г.)
- Баня в Таллине (микрорайон Пелгулинн, 1936 г.)
- Жилой дом в Пярну (Lõuna tänav 2a, 1936 г.)
- Здание банка в Пярну (улица Рюйтли 40а, совместно с Аларом Котли, 1939—1940 г.)
- Пляжный отель в Пярну (совместно с Олевом Сийнмаа, 1935—1937; памятник культуры[4])
- Здание банка в Выру (совместно с Эдгаром Йоханом Куузиком, 1939 г.)
- Православная церковь Кохтла-Ярве (1938 г., памятник культуры[5])
- Начальная школа в Кохтла-Ярве (1939 г.)

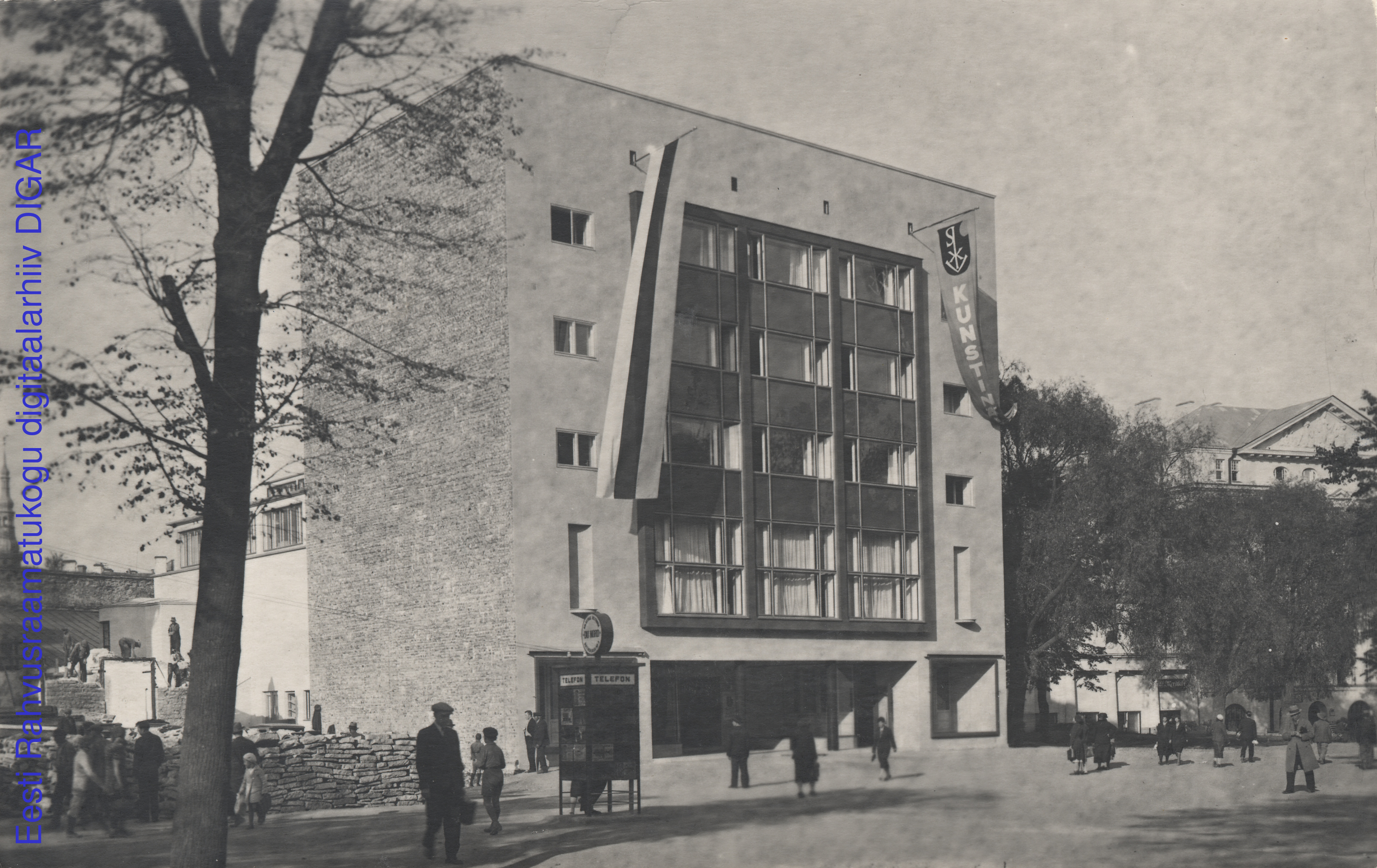
Таллинский дом искусств в 1930-е годы
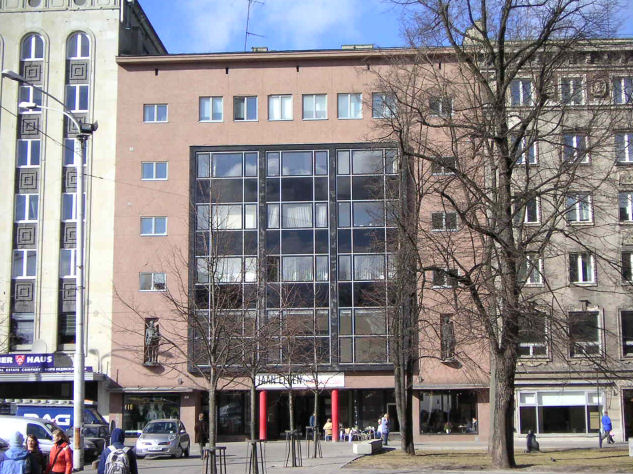
Таллинский дом искусств
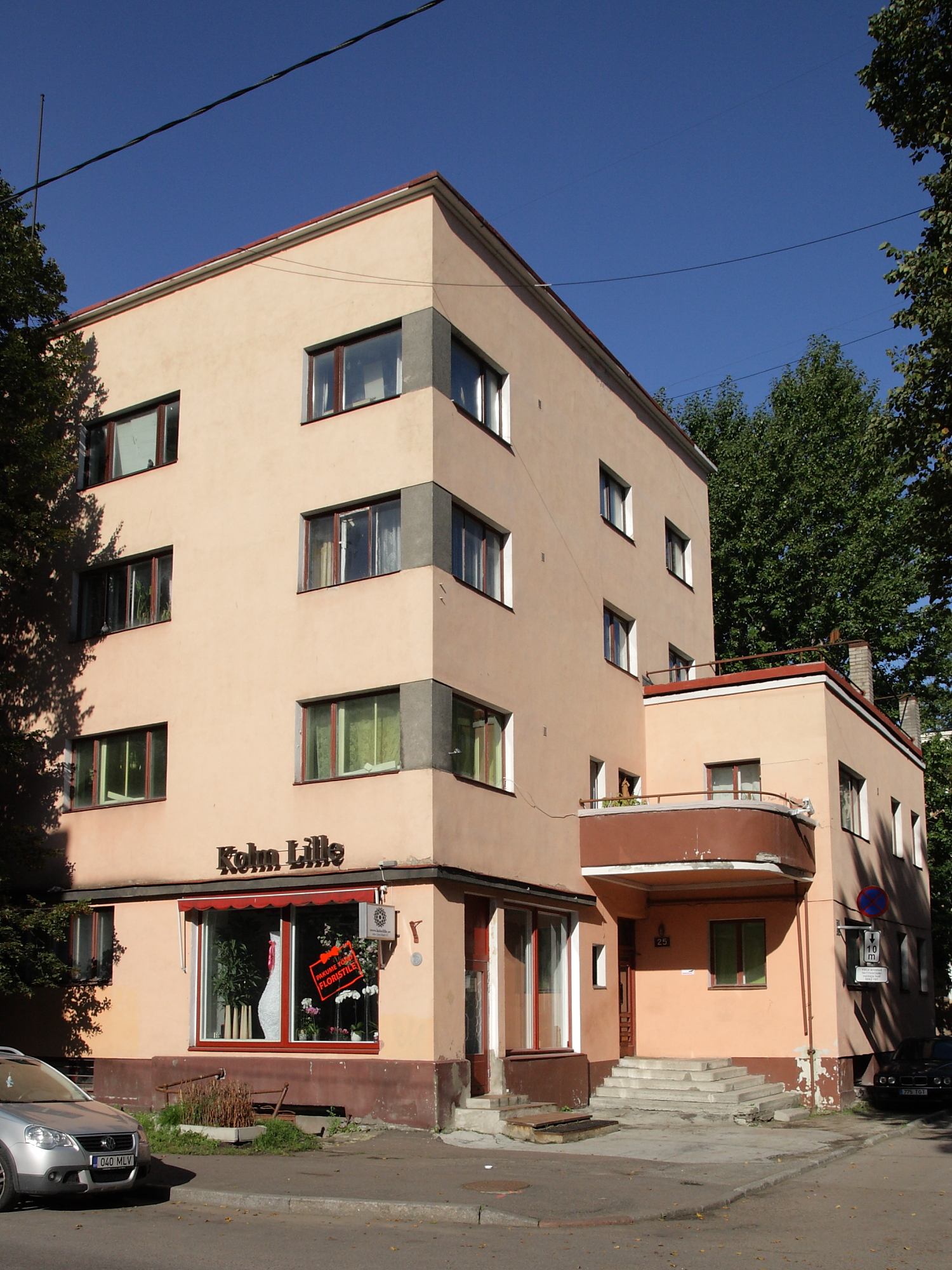
Улица Рауа 25, Таллин
Здание банка, Пярну
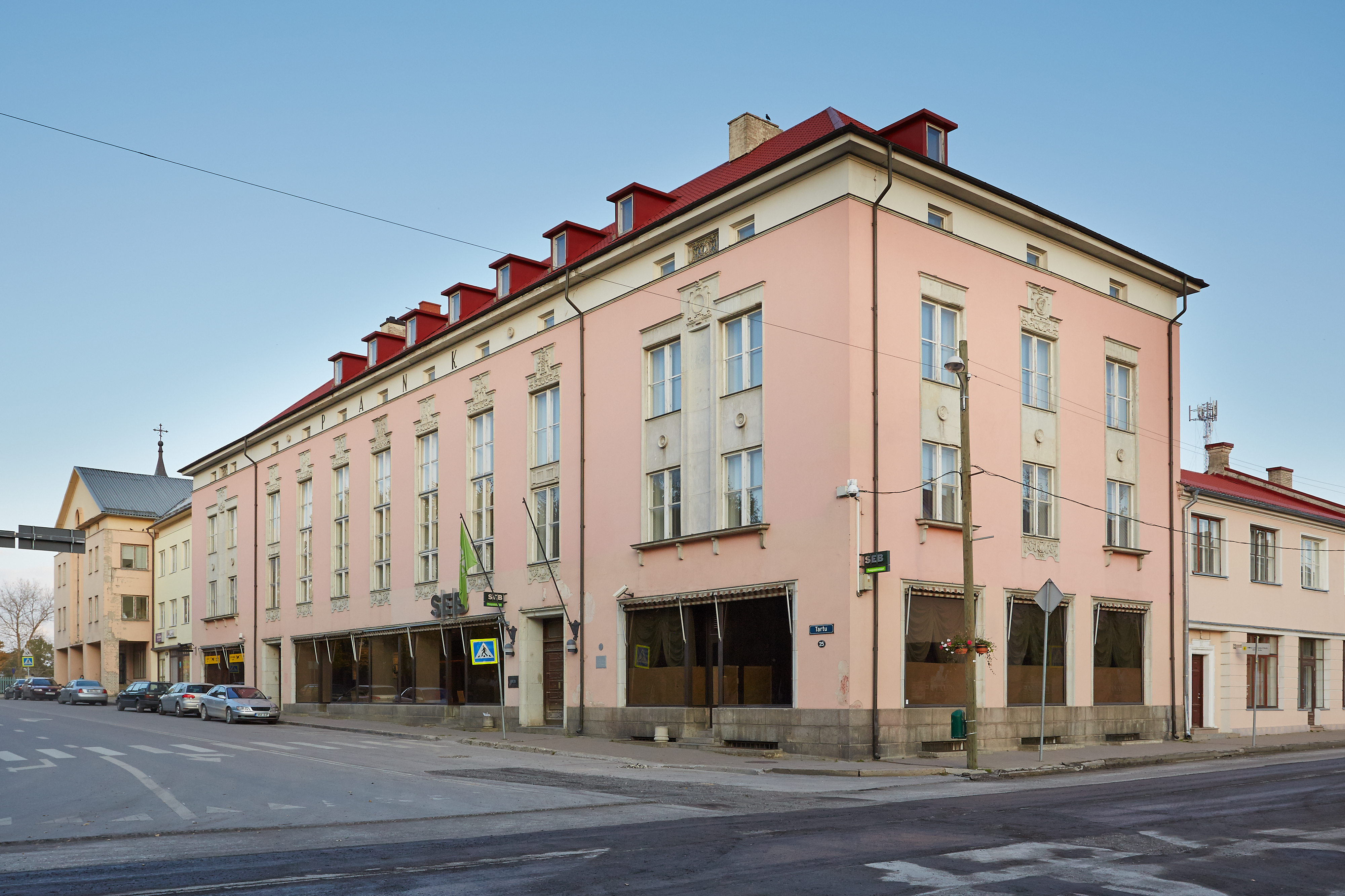
Здание банка, Выру
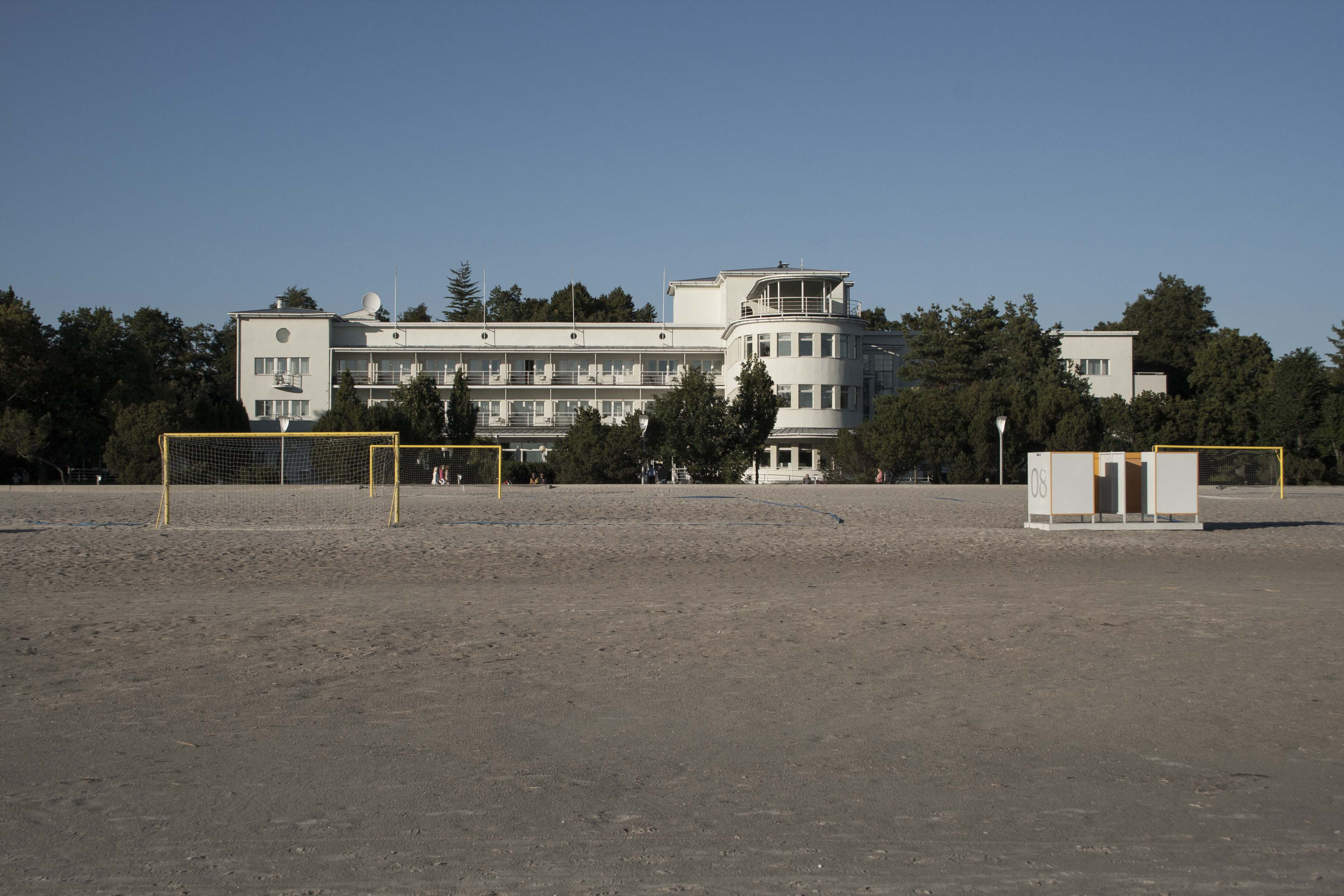
Пляжный отель, Пярну
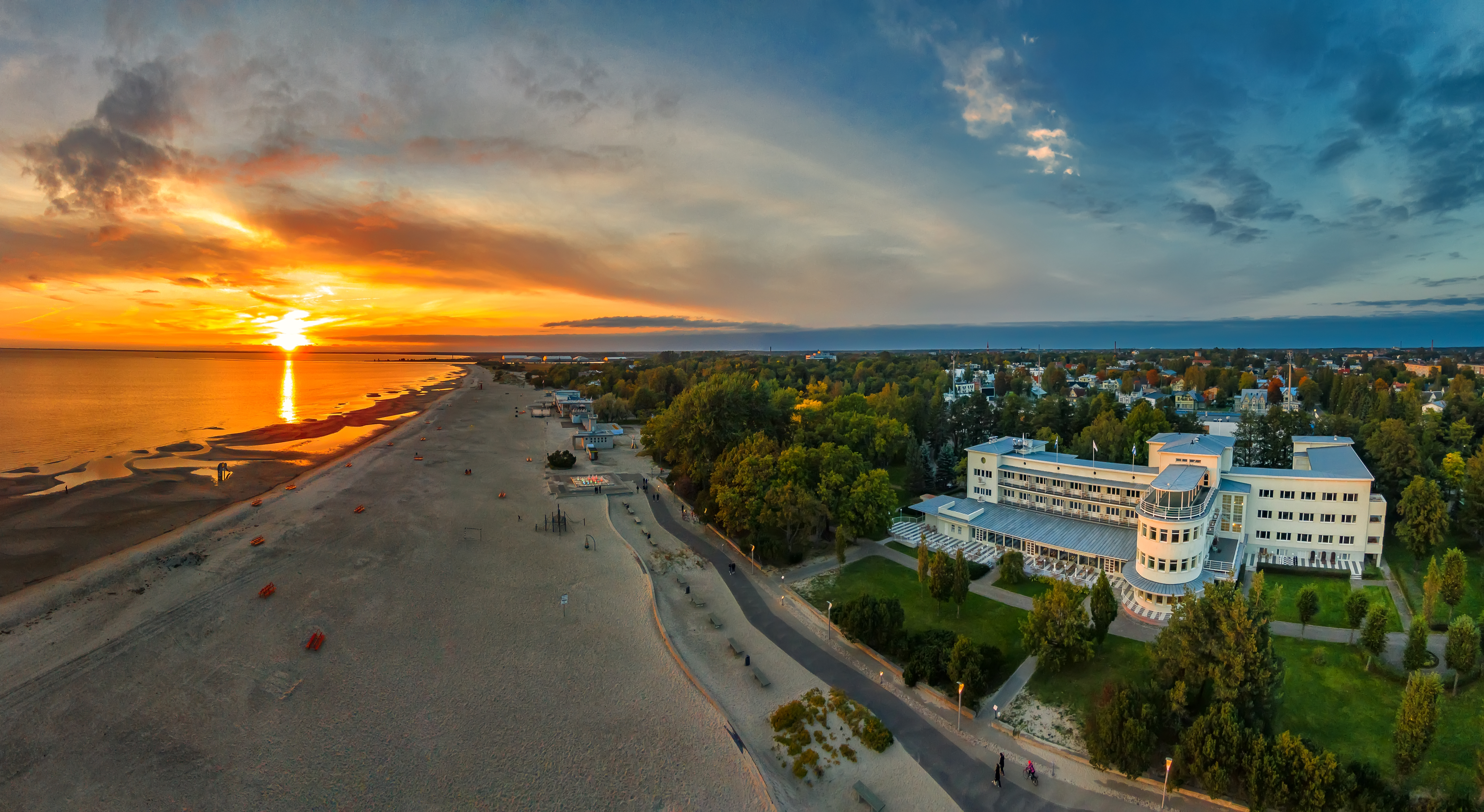
Пляжный отель в Пярну с воздуха, 2016 год
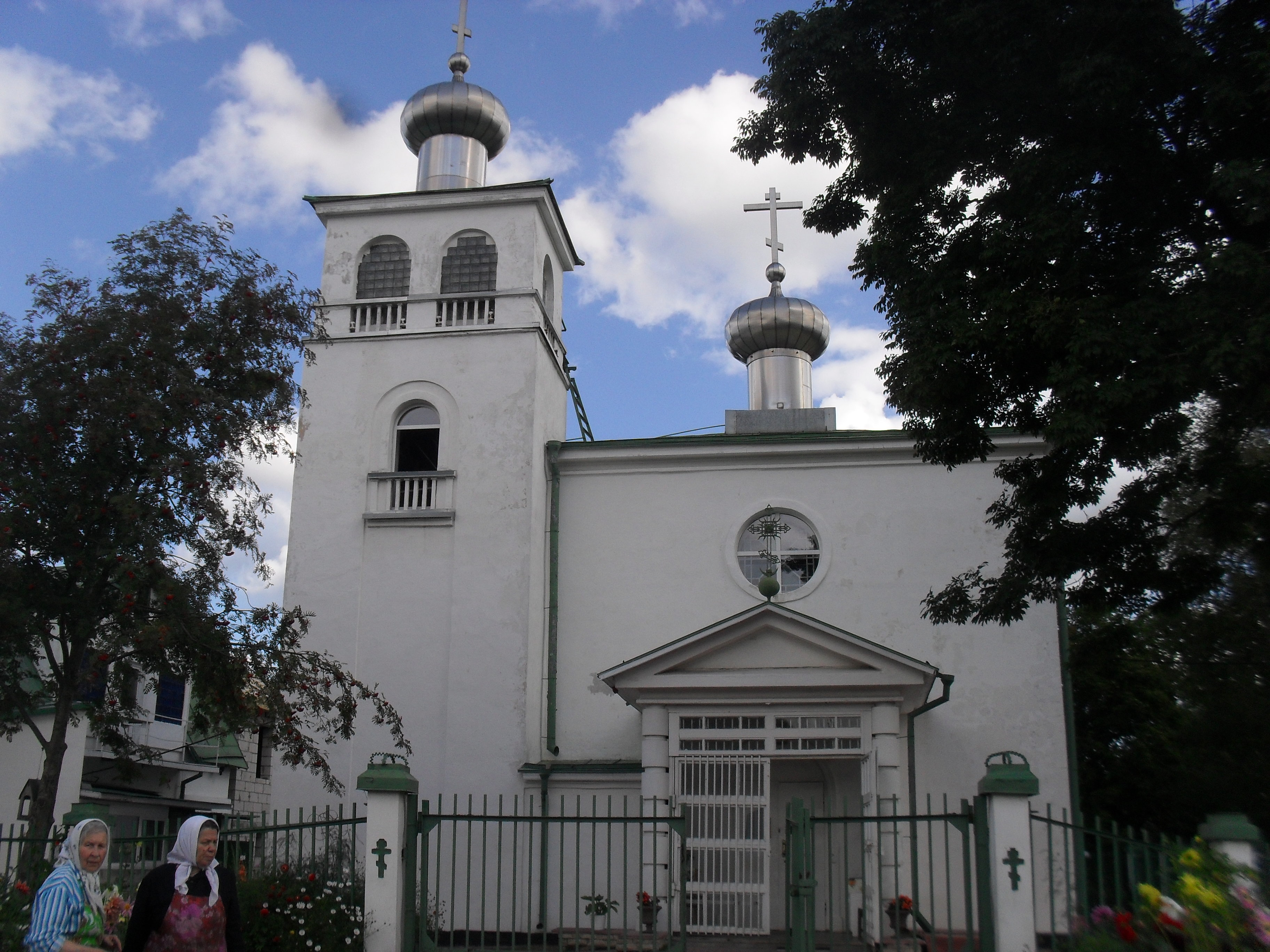
Православная церковь, Кохтла-Ярве
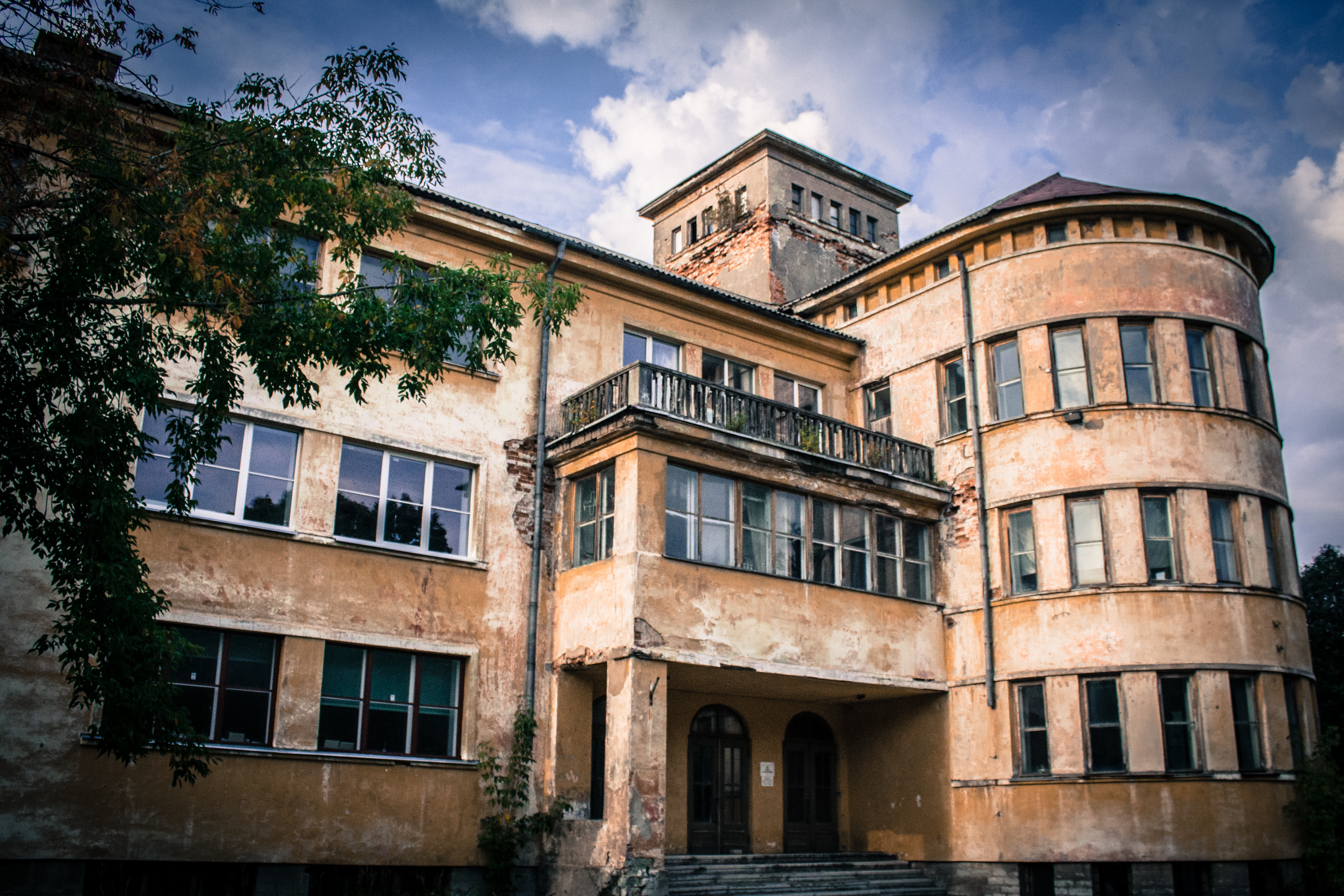
Здание школы в Кохтла-Ярве